# Base navale de Guam
Naval Base Guam
La base navale de Guam est une base stratégique de l'United States Navy située à Apra Harbor sur l'île de Guam, un territoire non-incorporé organisé des États-Unis. 

## Histoire

### Histoire du site
Les traces de  présence humaine laissées par les populations Chamorros dans la région remontent de 1500 à 3000 ans. La découverte de la région par les européens date du 6 mars 1521 lorsque l'explorateur portugais Ferdinand Magellan accoste Guam. La Couronne espagnole revendique l’île de Guam à partir de 1565 par la voie du conquistador Miguel López de Legazpi. Au milieu du XVIIe siècle, L’Espagne nomme un gouverneur sur l'île qui devient un port d'escale régulier pour les galions espagnols qui relient Acapulco au Mexique à Manille aux Philippines.
L'île est cédée aux États-Unis après la Guerre hispano-américaine de 1898 après plus de trois siècles de domination espagnole. Le drapeau américain est soulevé à Apra Harbor par le capitaine de l'USS Charleston (C-2), Henry Glass, le 21 juin 1898. Par un décret du président américain William McKinley, le ministère de la Marine est autorisé à administrer Guam. L’US Navy utilise alors le site comme dépôt de charbon et station de communication jusqu'en décembre 1941, lorsque l'île est envahie par les forces japonaises.
L’île est occupée par les japonais jusqu’à la reconquête américaine lors de la bataille de Guam à l’été 1944.

### La base navale

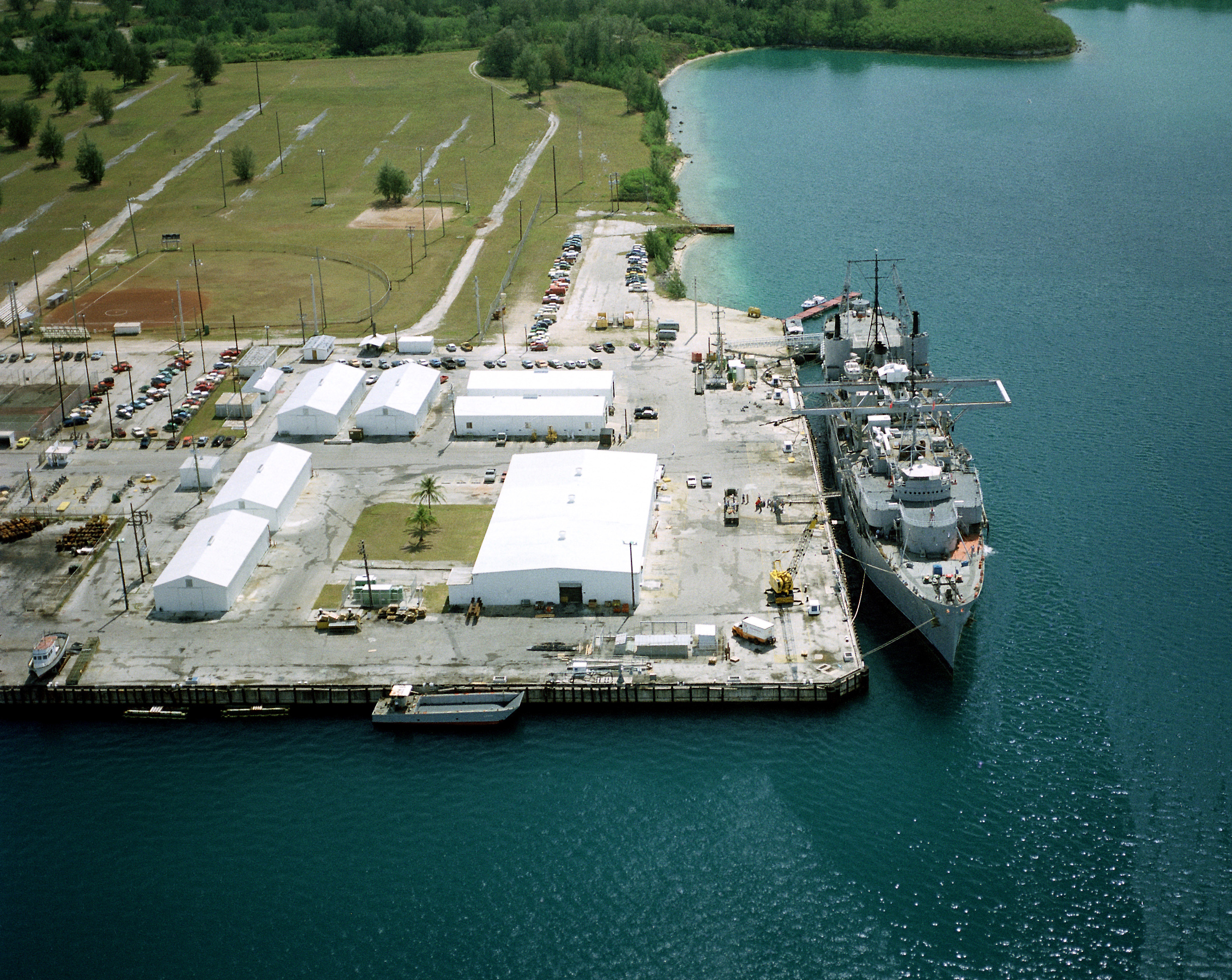
L'USS Proteus (AS-19) en 1983.

Officiellement la base est constituée comme base d'opérations de la Marine sous l'appellation Naval Operating Base en octobre 1944, et jusqu'à la fin de la Seconde Guerre mondiale, elle est le principal élément de soutien à la flotte américaine dans le Pacifique. On y trouvait trois grandes Auxiliary floating drydock nommées USS ABSD-3 (1944-1981), USS ABSD-6 (1944-1976) et USS Richland (AFDM-8) (1947-1997) qui servaient aux réparations des navires. On la surnomme The Pacific Supermarket. Sur les 150 000 marins américains qui occupent Guam, plus de 50 000 personnes travaillent sur la base et à son développement. Le port de même que l’aérodrome Andersen est élargi. On construit de nouveaux quais, des installations de réparation navale et des installations pour accueillir des sous-marins.
De la fin de la guerre à 1950, l’île de Guam est placée sous autorité de la Marine. Après cette date, elle passe sous contrôle du Département de l'Intérieur des États-Unis avec le Guam Organic Act of 1950 (en). La base navale est placée sous le contrôle du commandant du Naval Logistics Command de la flotte américaine du Pacifique en juillet 1975.
La base navale évolue en fonction des conflits américains comme la Guerre de Corée et la Guerre du Viet Nam. Située à Apra Harbor. La base navale de Guam est actuellement une base navale stratégique américaine en particulier après la fermeture des bases aux Philippines dans les années 1990. La base est renommée Naval Base Guam en 2004. Elle est intégrée en 2009 à la Joint Region Marianas (en), un ensemble combiné avec l’Andersen Air Force Base. En mai 2010, le Naval Facilities Engineering Command (en) (NAVFAC) alloue des crédits afin de continuer le développement de la base avec la construction d’installations permettant des exercices sur les torpilles et un centre de formation sur sous-marin.
La base navale de Guam accueille le commandement du Submarine Squadron 15 (en), la Garde côtière du secteur Guam et le Naval Special Warfare Unit One. C'est aussi un support pour une trentaine d'autres commandements des Forces armées des États-Unis qui fournit un appui à la flotte américaine dans cette partie du monde comme le Military Sealift Command Ship Support unit Guam et le Navy Munitions Command Unit East Asia Division Guam. La base emploie environ 6300 militaires actifs. La base navale de Guam est aussi le port d’attache d’une dizaine d’unités de l’United States Pacific Command, de l’United States Pacific Fleet et de la Septième flotte américaine.

## Installations et commandements

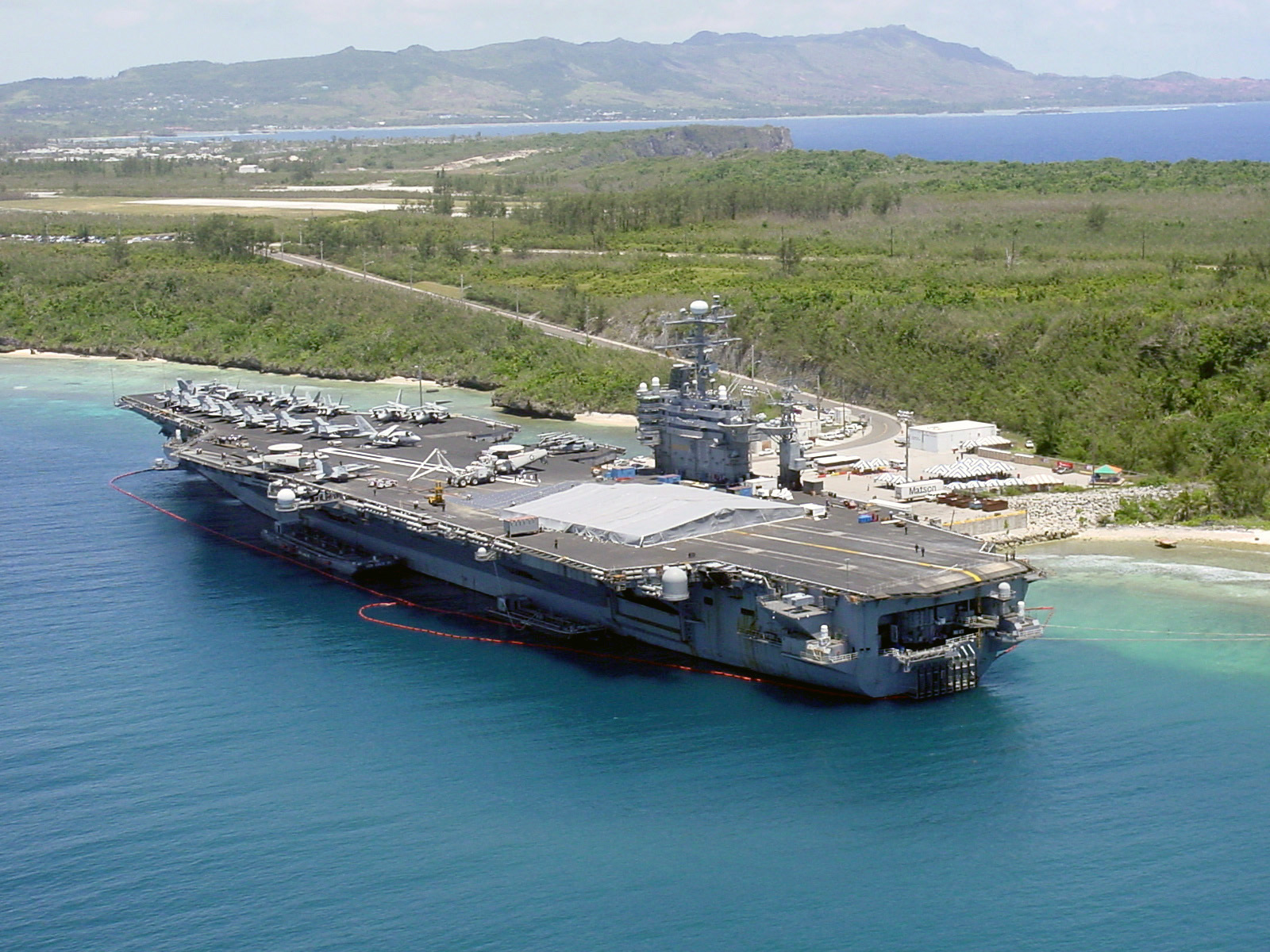
L'USS Carl Vinson (CVN-70) à quai à Apra Harbor en 2003.

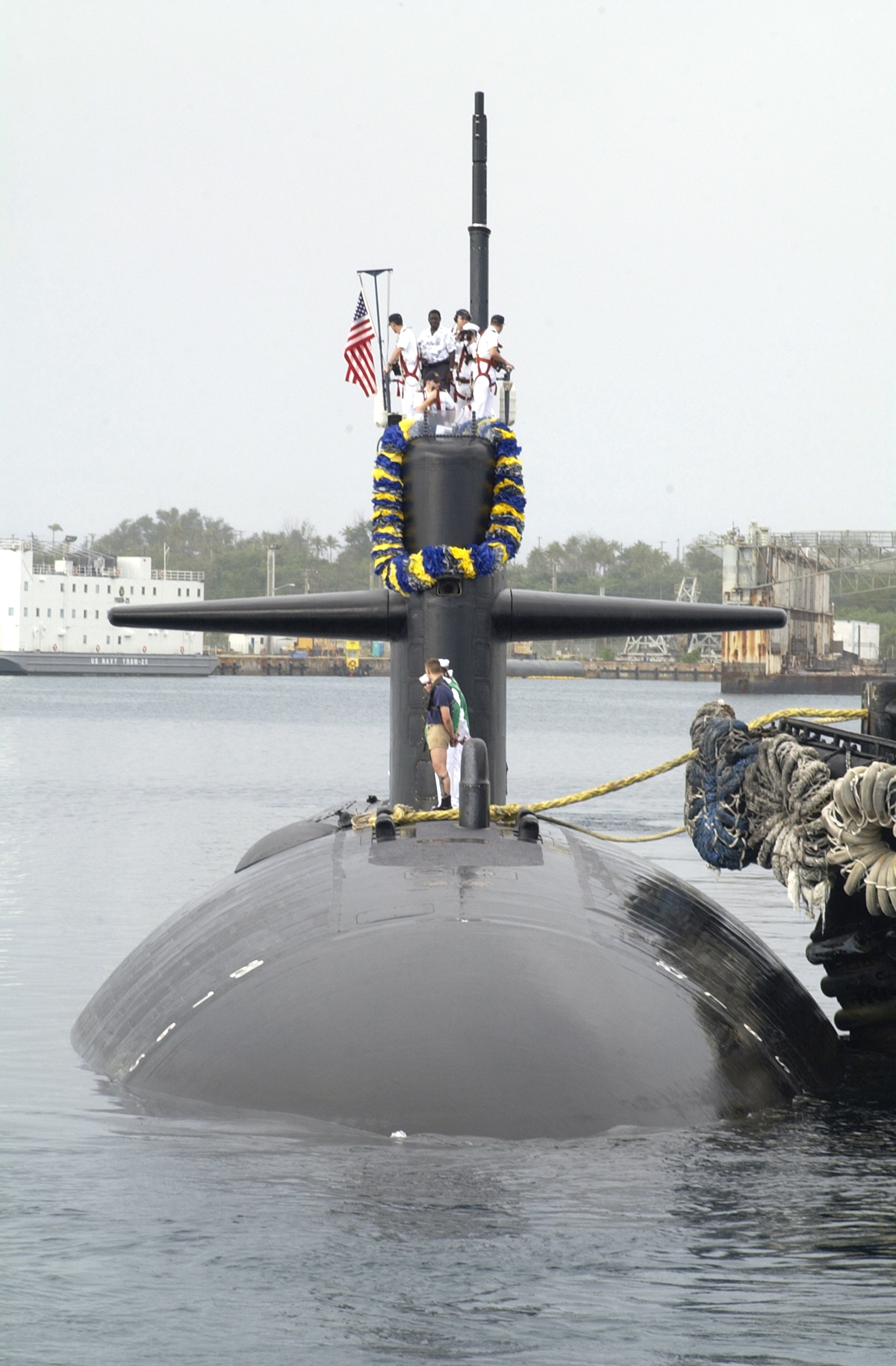
L'USS Houston (SSN-713) à quai à Polaris Point en 2004.

La base navale accueille de nombreuses installations,:
- Orote Point/Apra Harbour : la base principale qui accueille des installations de cale sèche et permet les services de réparation et de maintenance des navires et les sous marins de la flotte. La jetée à l’extrême ouest d'Apra Harbor permet d'accueillir les porte-avions de l'US Navy.
- Polaris Point : la base sous-marine qui comprend deux quais pour soutenir la logistique des sous-marins.
- Naval Ordnance Annex (anciennement Naval Magazine Guam) : les magasins de la base ; ils occupent 18 000 hectares.
- Barrigada: le site de Barrigada accueille des antennes d'émission NCTS.
- North Finegayan: situé sur la côte nord-ouest de l'île, le site accueille la station de télécommunications Naval Communications Station Guam.
- Tenjo Valley et Sasa Valley: là se situe les stocks de carburant.

Les différents commandements implantés :
- Submarine Squadron 15 (en)
- US Coast Guard Sector Guam
- Naval Special Warfare Unit One
- Military Sealift Command Ship Support Unit Guam
- United States Navy Explosive Ordnance Disposal (en) Mobile Unit FIVE
- Navy Munitions Command East Asia Division Unit Guam
- Naval Airborne Weapons Maintenance Unit 1
- Naval Communications Station Guam
- Helicopter Sea Combat Squadron Two Five
- Explosive Ordnance Disposal mobile Unit Five

## Port d'attache

### Navire de surface
Navires de l'US Navy:
- USS Frank Cable (AS-40)

Navires de l'US Coast Guard:
- USCGC Sequoia (WLB-215)
- USCGC Assateague (WPB-1337)
- USCGC Washington (WPB-1331)

### Sous-marin
Submarine Squadron 15:
- USS Chicago (SSN-721)
- USS Key West (SSN-722)
- USS Oklahoma City (SSN-723)